# 自動車大競走会
自動車大競走会（じどうしゃだいきょうそうかい、旧字体：自動車大競走會）は、日本において1915年（大正4年）に開催された四輪自動車による自動車レースである。10月に東京府（関東）の目黒競馬場で開催され、11月に兵庫県（関西）の鳴尾競馬場で開催された。
10月に目黒競馬場で開催された大会は、興行として開催されたものとしては、日本で最初の四輪自動車レースとされる。また、日本において複数の純レーシングカーを用いて開催された初の自動車レースにあたる。

## 概要
1914年（大正3年）に上野恩賜公園で開催された東京大正博覧会を記念して、翌1915年に日本初の自動車レースとして開催された。
この大会はロサンゼルス在住の在米日本人たちによって企画され、車両は彼らが来日に際して持参した4台のレース専用車両が用いられた。内容の半分以上は見世物に近く、競技性は乏しいものだったが、各開催日の最終レースでは本格的な競走が行われた。
興行が期待外れの結果に終わったため、大会を企画・実施した在米日本人たちは赤字を抱え、持参した4台の車両を全て売却して帰国した。

## 開催に至る経緯
アメリカのロサンゼルスに在住する日本人の自動車愛好家の有志が、大正博覧会にちなんで東京で御大典記念の自動車レースを興行し、一儲けしようとしたのが企画の端緒である。
ロアジ自動車学校の校長である小川喜平を団長として、佐多、中川、藤川、佐藤、阪本といった在米日本人自動車研究会のメンバーのほか、ジョージ・ニューマンという人物が加わり、本格的な「純レース用車両」（レーシングカー）である、マーサー2台、スタッツ1台、ケース1台の計4台とともに来日した。
当時の日本には自動車レースの開催を想定した施設は存在せず、やむなく競馬場と交渉を行ったが芝生を傷める心配から交渉は不調続きとなり、再三の交渉の結果、関東では目黒競馬場だけが開催を承諾し、会場が決定した。

## 開催の内容

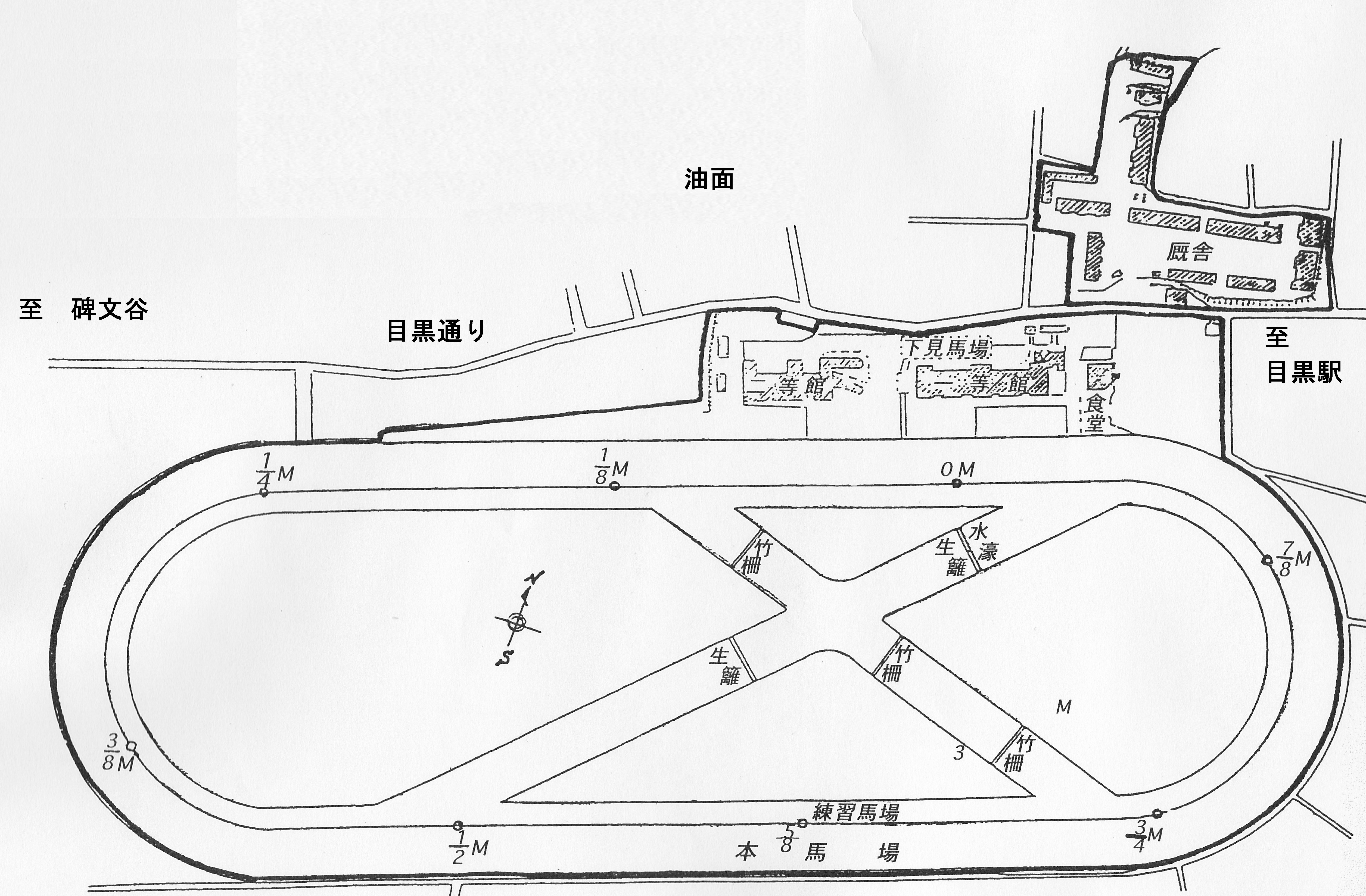
目黒競馬場のコース図

目黒競馬場における開催も鳴尾競馬場（兵庫県）における開催も、二輪との共催という形で行われた。この時期、二輪のレース（オートバイレース）は既に日本各地で開催されていたため、二輪の参加者は日本で募集して充分な数が集まり、この大会では四輪自動車のレースと二輪自動車のレースが交互に行われた。（→#レース内容）
四輪自動車のレースは4台の自動車に自動車研究会のメンバーが代わる代わる乗り込み行われた。ただし、レースは4台を同時に走らせることはせず、基本的に2台ずつで競走を行った。そうした形式になった理由は定かではなく、競馬場の走路の狭さのためとも、自動車レースがどういったものか知らなかった警察によって複数台を同時に走らせることを禁止されたためとも言われている。いずれにせよ、開催レースの過半は競走の途中でピットに入って義務としてのタイヤ交換や服の着替えなどを行う「障害物レース」として開催され、運転技術や車の性能を競うようなものではなく、見世物としての要素が強いものだった。
しかし、各開催日の最終レースだけは通常の競走が行われ、3台が雁行する形でローリングスタートを行い、爆音を立てつつ猛スピードで走って25マイル（25周）のレースを戦い、本来の自動車レースの姿を日本で初めて示した。それまでの見世物的な障害物レースには興味を示さなかった自動車人士たちも、これには興味を覚えたと言われている。

## 興行の失敗
この大会は、主催者が期待していたほどには観客が集まらず、目黒競馬場の初日の観客数は1,000人ほどに留まったとされ、当時すでにオートバイレースが盛んに開催されていた関西地方の鳴尾競馬場の開催でも2日目（日曜日）に5,000人弱という結果で、興行としては成功しなかった

### 失敗の要因
興行失敗の要因として、当時の日本人には四輪自動車そのものに馴染みがなかったことが大きいと考えられている。
当時の日本では自転車や二輪自動車（オートバイ）はすでに親しまれており、オートバイレースは1912年（明治45年）5月に鳴尾競馬場で「第1回自動自転車競走会」が開催されている。興行としては日本初のオートバイレースとされるこの大会は2万人の観客を集めるという成功を収め、1915年までの数年間で複数のオートバイレースが好評の内に開催されている。
自動車大競走会が開催された1915年の時点では知りようもなかったことだが、それら二輪レースと観客数で大差がついたことは必ずしも例外的な結果というわけでもなかった。四輪の自動車レースは、1922年（大正11年）に初開催された日本自動車競走大会によって、日本国内でも本格的に開催されるようになったが、戦前期の日本では四輪自動車のレースよりオートバイレースのほうが人気は圧倒的に高く、集客力に数倍の差があるという状態は戦前期を通じた傾向だった。二輪自動車レースのほうが人気を博する傾向は戦後も続き、その流れが変化を見せ始めたのは1962年に鈴鹿サーキットが完成し、その翌年から四輪自動車レースが行われるようになって以降のこととなる。

### 自動車関係者の非協力
興行失敗の一因として、一行が日本の自動車人士たちの協力を得られなかったことも指摘されている。当時の日本における代表的な乗り物雑誌である『モーター』誌（極東書院）はレース開催前にまともな紹介記事を掲載せず、露骨に揶揄した。当時の日本国内の自動車関係者が一行に協力したり便宜を図ったりしたという記録や証言も確認されていない。そうした冷遇となった理由は不明だが、一行の目的が興行収入にあったせいか、あるいは日本人を見下し、礼を欠いたのだろうと推測されている。

### 主催者の結末
興行が失敗して赤字を抱えた一行は、帰国費用を工面する必要も生じたことから、持ちこんだ4台の車両を全て実業家の野澤三喜三に売却した。野澤はこの4台を当時としては大金の1万円で買い取ったという。さらに入国時の脱税が発覚したことで、一行は逃げるようにして日本から去ることを余儀なくされた。

## 評価と影響
このレースは興行としては失敗に終わったが、純粋なレーシングカーを日本に持ち込んだことや、レースのやり方を日本で紹介したことについては一定の意義があったと評価されている。
しかし、このレースの開催は忘れ去られることになる。その後への直接的な影響は、この大会の車両を買い取った野澤三喜三がその車両の一部を1920年代の日本自動車競走大会に参戦させたこと程度に留まる。（→#車両のその後）

## レース内容

### 参加者
目黒競馬場における開催時は、四輪の参加者は「9名」が予定されていると報じられている。
鳴尾競馬場における開催時は、四輪の参加者として「渡邊、小川、藤岡、中川、松永、佐多、宮原、阪本」の8名が参加したとされる。

### 使用された車両
車両は、一行がロサンゼルス郊外のアスコット公園で走らせていた5台の内の4台にあたる。
米国から持ち込まれた4台のレーシングカーは、フロントグリルにそれぞれ「1」から「4」までの番号が書かれ区別された。二輪自動車（オートバイ）については、日本で募集に応じた参加者たちが持参した。
持ち込まれた四輪車両は全速力を出せば時速90マイル（およそ時速145 km）で走れる性能を持ち、鳴尾競馬場のコースでも時速75マイル（およそ時速120 km）は出せるだろうと見込まれていた。
| 車番  | 車両     | 出力                                 | 塗色   |
| ----- | -------- | ------------------------------------ | ------ |
| 1号車 | ケース   | 40馬力                               | (不明) |
| 2号車 | マーサー | 70馬力もしくは75馬力                 | 青     |
| 3号車 | スタッツ | 35馬力、40馬力、80馬力もしくは90馬力 | 赤     |
| 4号車 | マーサー | 70馬力もしくは75馬力                 | 黄     |
| 出典: |          |                                      |        |

### 目黒競馬場
審判長は警視庁の「原田技師」、審判員は寳田壽（宝田壽）、小林吉次郎、小栗常太郎が務めた。
1日目の大会は、当時の記事によって開催内容に若干の差異がある（大筋は同じ）。2日目の大会は15時30分に予定通り閉会となったが、午後は降雨により自動車は思うように走れなかったという。
| 回                    | 競技 | 距離 (マイル)       | 走行台数            | 1着と上位のタイム                                     | 内容 | 出典                        |
| 1日目・10月16日(土)   | 1日目・10月16日(土) | 1日目・10月16日(土) | 1日目・10月16日(土) | 1日目・10月16日(土)                                   | 1日目・10月16日(土) | 1日目・10月16日(土)         |
| --------------------- | --- | ------------------- | ------------------- | ----------------------------------------------------- | --- | --------------------------- |
| 番外                  | オートバイレース | 10                  | 4                   | 20分24秒5（1着・中村）                                | ダグラス（中村）、インディアン（鈴木）、トライアンフ、プレスエーの計4台が参加。 | [ 13 ] [ 35 ]               |
| 番外                  | オートバイレース | 10                  | 4                   | 17分35秒（1着・松本）                                 | インディアン5馬力が2台、エール、ダグラスの4台が参加。 | [ 13 ] [ 35 ] [ 34 ] [ 11 ] |
| 1                     | 四輪自動車障害物レース (旗取り5マイル競走) | 5                   | 2                   | 7分26秒 (1着・中川) 7分28秒 (2着・宮原)               | 中川のケース（1号車）と渡邊のスタッツ（3号車）が競走した。レースは5マイル、すなわち5周を走り終わった後でドライバーが降車して自分の足で走り、旗を取ってゴールするという趣向で行われた。どちらの車もコース上で岩場の道を行くかのように跳ね、まともなレースにはならなかったとも言われている。                                                           | [ 13 ] [ 35 ]               |
|                       | 「旗取り5マイル競走」と「タイヤ取替競走」の間に行われた競技は、オートバイレースという説と、四輪自動車の障害物レースという説の2説が伝わっている。                           |                     |                     |                                                       | |                             |
| 番外                  | オートバイレース | 10                  | 4                   | 不明                                                  | 4台によって争われ、2台が完走した。二輪ではこの日の最高速となる時速43マイル（およそ時速69 km）が記録された。 | [ 13 ]                      |
| (2)                   | 四輪自動車障害物レース (服装着替競走) | 10                  | 2                   | 7分26秒 (1着・中川)                                   | 中川のケース（1号車）と渡邊のスタッツ（3号車）が競走した。 | [ 11 ]                      |
| 2 (3)                 | 四輪自動車障害物レース (タイヤー取替競走) | 10                  | 2                   | このレースの展開は2説が伝わっている。                 | このレースの展開は2説が伝わっている。 |                             |
| 10分12秒 (1着・4号車) | マーサーの2号車と4号車が競走した（ドライバーは不明）。1周目が終わった時点で後輪2輪のタイヤ交換を行う義務が課され、タイヤ交換には4号車は2分55秒、2号車は3分10秒を費やした。 | [ 13 ] [ 8 ]        |                     |                                                       | |                             |
| 12分55秒 (1着・3号車) | 渡邊のスタッツ（3号車）と坂本のマーサー（4号車）が競走した。1周目が終わった時点でドライバーと助手（コ・ドライバー）でタイヤ交換を行った。                                  | [ 11 ]              |                     |                                                       | |                             |
| 3 (4)                 | 四輪自動車レース | 25                  | 3                   | 1時間14分08秒 (1着・4号車) 1時間14分10秒 (2着・2号車) | マーサーの2号車と4号車、スタッツ（3号車）が競走した（ドライバーは不明）。このレースは真剣に行われ、観客を熱狂させた。3号車は早々に脱落して2号車と4号車のマッチレースとなった。20周目から最終周（25周目）までの間、1、2周ごとに抜きつ抜かれつする争いがあったとされる。 このレースでこの日の最高速となる時速48マイル（およそ時速77 km）が記録された。 | [ 13 ] [ 8 ] [ 34 ]         |
| 2日目・10月17日(日)   | |                     |                     |                                                       | |                             |
| 番外                  | オートバイレース | 10                  | 4                   | 14分42秒（1着・和田）                                 | 優勝した和田はハンバー・3馬力を操縦。 | [ 11 ]                      |
| 番外                  | オートバイレース | 5                   | 不明                | 8分50秒（1着・大野）                                  | 優勝した大野はインディアン・3馬力を操縦。 | [ 11 ]                      |
| 番外                  | オートバイレース | 15                  | 7                   | 22分20秒5（1着・松本）                                | 優勝した松本はインディアン・11馬力を操縦。ハンバー、ダグラスがそれに続いた。 | [ 11 ]                      |
| 1                     | 四輪自動車レース | 9                   | 2                   | 6分21秒 (1着・渡邊)                                   | 中川のケース（1号車）と渡邊のスタッツ（3号車）が競走した。勝利した渡邊は最高時速54マイルを記録。 | [ 11 ]                      |
| 2                     | 四輪自動車レース | 5                   | 3                   | 7分04秒 (1着・宮原)                                   | 宮原のマーサー（2号車）、渡邊のスタッツ（3号車）、坂本のマーサー（4号車）が競走した。雨が時折り降るレース。最高時速49マイルを記録。 | [ 11 ]                      |
| 3                     | 四輪自動車障害物レース (タイヤ取替競走) | 5                   | 2                   | 5分51秒 (1着・宮原)                                   | 宮原のマーサー（2号車）、坂本のマーサー（4号車）が競走した。宮原はタイヤ交換に1分35秒を要した。 | [ 11 ]                      |
| 番外                  | オートバイ障害物レース | 5                   | 不明                | 不明                                                  | 途中で帽子を拾うなどの障害物レース。 | [ 11 ]                      |
| 番外                  | オートバイレース | 5                   | 不明                | 8分15秒（1着・高島） 8分18秒（2着・松本）             | 同日のレースで勝利した松本のインディアン・11馬力を倒すため、他の参加者は奮起し、その様相が壮快を極めたとされる。ダグラス・3馬力に乗る高島が僅差で松本を下して勝利し、場内からの大喝采を博した。 | [ 11 ]                      |
| 4                     | 四輪自動車レース | 25                  | 3                   | 53分42秒 (1着・渡邊 (2着・宮原)                       | 宮原のマーサー（2号車）、渡邊のスタッツ（3号車）、坂本のマーサー（4号車）が競走した。雨がかなり降る中でのレース | [ 11 ]                      |

### 鳴尾競馬場
『大阪朝日新聞』（朝日新聞大阪本社）が優勝旗と銀牌を提供し、初日は優勝旗は障害物レースで勝った宮原（宮原才熊）に、銀牌は初戦で勝った阪本に贈られた。
四輪レースでは、関西で初期の飛行家として知られた高左右隆之が参戦し、二輪レースでは、この年に上海市で開催された第2回極東選手権競技大会（通称「上海オリンピック」）の自転車15マイル競技の優勝者である藤原正章が参戦し、それぞれ話題となった。
| 回                  | 競技                   | 距離 (マイル)       | 走行台数            | 1着と上位のタイム                                                     | 内容 | 出典                |
| 1日目・11月20日(土) | 1日目・11月20日(土)    | 1日目・11月20日(土) | 1日目・11月20日(土) | 1日目・11月20日(土)                                                   | 1日目・11月20日(土) | 1日目・11月20日(土) |
| ------------------- | ---------------------- | ------------------- | ------------------- | --------------------------------------------------------------------- | --- | ------------------- |
| 1                   | 四輪自動車レース       | 5                   | 2                   | 6分04秒 (1着・阪本) 6分25秒 (2着・佐多)                               | 阪本のマーサー（4号車）と佐多のマーサー（2号車）が競走した。勝利した阪本には銀牌が贈られた。 | [ 10 ]              |
| 番外                | オートバイレース       | 不明                | 4                   | 6分26秒 (1着・藤原)                                                   | | [ 10 ]              |
| 2                   | 四輪自動車障害物レース | 5                   | 2                   | 9分40秒 (1着・宮原)                                                   | 宮原のマーサー（2号車）と松永のマーサー（4号車）が競走し、下記の形式で行われた。 1周目終了時 - 運転手と助手が降車し、後輪のタイヤ2本を交換。 3周目終了時 - 運転手と助手が降車し、ラジエーターの冷却水を補充。 | [ 10 ]              |
| 3                   | 四輪自動車レース       | 5                   | 2                   | 6分40秒 (1着・中川)                                                   | 中川のマーサー（2号車）と渡邊のスタッツ（3号車）が競走した。 | [ 10 ]              |
| 番外                | オートバイレース       | 5                   | 3                   | 7分08秒 (1着・小林) 7分15秒 (2着・近藤)                               | | [ 36 ]              |
| 番外                | オートバイ旗拾いレース | 5                   | 5                   | 7分19秒 (1着・藤原) 7分44秒 (2着・小林) 7分48秒 (3着・ジョン・アラヴ) | | [ 36 ]              |
| 4                   | 四輪自動車障害物レース | 10                  | 2                   | 15分40秒 (1着・高左右) 15:42秒 (2着・宮原)                            | 宮原と高左右が競走した（車両は不明）。 途中で給油が義務として行われ、高左右は1分30秒、宮原は50秒を要した。 | [ 36 ]              |
| 番外                | オートバイレース       | 10                  | 8                   | 12分48秒 (1着・藤原) 13分07秒 (2着・江見) 14分00秒 (3着・高井)        | この大会で最大となる8台のオートバイが競走した。このレースでは上位を走行していた小林國松がコーナーを曲がり切れず、クラッシュして軽傷を負う。                                                                   | [ 36 ]              |
| 5                   | 四輪自動車レース       | 25                  | 4 (3 + 1)           | 31分47秒 (1着・渡邊)                                                  | 佐多のマーサー（2号車）、渡邊のスタッツ（3号車）、坂本のマーサー（4号車）に加え、藤原のオートバイを加えた4台で争われた。最初は坂本がリードしたが、途中で渡邊が坂本を抜いてそのまま優勝した。                  | [ 36 ]              |
| 2日目・11月21日(日) |                        |                     |                     |                                                                       | |                     |
| 1                   | 四輪自動車レース       | 5                   | 2                   | 6分57秒 (1着・阪本)                                                   | 阪本のマーサー（4号車）と佐多のマーサー（2号車）が競走した。 | [ 19 ]              |
| 2                   | 四輪自動車障害物レース | 5                   | 2                   | 8分30秒 (1着・宮原) 9分55秒 (2着・中川)                               | 宮原と中川が競走した（車種不明）。勝利した宮原には銀牌が贈られた。 | [ 19 ]              |
| 3                   | 四輪自動車レース       | 5                   | 2                   | 6分40秒 (1着・藤岡)                                                   | 参加者（藤岡の対戦相手）と車両は不明。 | [ 19 ]              |
| 4                   | 四輪自動車レース       | 5                   | 2                   | 8分24秒 (1着・谷)                                                     | 参加者（谷の対戦相手）と車両は不明。 | [ 37 ]              |
| 5                   | 四輪自動車障害物レース | 不明                | 2                   | 9分40秒 (1着・宮原)                                                   | 宮原のマーサー（2号車）が出走（対戦相手と車両は不明）。途中、タイヤ交換に2分53秒を要する。 | [ 37 ]              |
| 番外                | オートバイレース       | 5                   | 6                   | 7分06秒 (1着・高井)                                                   | | [ 37 ]              |
| 6                   | 四輪自動車障害物レース | 10                  | 2                   | 11分59秒 (1着・佐多)                                                  | 佐多のマーサー（2号車）が出走（対戦相手と車両は不明）。1周目の終わりに服装の着替えが行われ、佐多は46秒を着替えに要した。                                                                                      | [ 37 ]              |

## 車両のその後
大会後に野澤三喜三によって買い取られた4台の車両はそれぞれ下記のような運命をたどったとされ、現存が確認されている車両はない。
- 1号車・ケース（40馬力）

この車両は、他の3台に比べて優れた性能ではなかったため、解体されたと言われている。
- 2号車・マーサー（70 - 75馬力）、4号車・マーサー（70 - 75馬力）

2台のマーサーのどちらか（おそらく4号車）は屋井三郎が野澤から買い取り、日本自動車競走大会で車番「2」を付けて走った。
もう1台の車両（おそらく2号車）は野澤によって研究に用いられたとされ、野澤は車両のボディを国井自動車室製作所に依頼して乗用車ボディに作り替え、野澤の自家用車となった。
- 3号車・スタッツ（出力は35馬力から90馬力まで諸説ある）

この車両は、陸軍の飛行隊からの希望を受け、車両から取り出されたエンジンが教育用に用いられたと言われている。
一説には、日本自動車競走大会の初期に関根宗次が使用したスタッツも同じ個体で、野澤の立川工作所で新たに作られたボディを装着したものだとも言われている。